# Bembecia iberica
Bembecia iberica is een vlinder uit de familie wespvlinders (Sesiidae), onderfamilie Sesiinae.
Bembecia iberica is voor het eerst wetenschappelijk beschreven door Špatenka in 1992. De soort komt voor in het Palearctisch gebied.